# Тыргетуйская впадина
Тыргету́йская впа́дина — впадина на территории Забайкальского края России.

## Расположение
Тыргетуйская впадина расположена в правобережье нижнего течения реки Ингода и в левобережье её левого притока — реки Тура, между Даурским хребтом (на западе) и отрогами Могойтуйского хребта (на востоке). Впадина начинается от села Кумахта, протягивается на 45 км на север-северо-восток, до долины Ингоды, местами соединяясь с ней. Максимальная ширина впадины достигает 25 км.

## Геология
Впадина сложена осадочными (с бурым углём) и базальтоидными формациями, перекрытыми сверху кайнозойскими континентальными отложениями сравнительно небольшой мощности. В структурах обрамления имеются зоны золотого и сурьмяного оруденения. Заложение впадины относится к мезозою, дальнейшее формирование шло в неоген-четвертичное время.

## Ландшафт
Дно Тыргетуйской впадины наклонено на юг и восток, его абсолютные отметки уменьшаются от 750 (на западе и юге) до 580—590 м (в долине Ингоды). Поверхность впадины осложнена внутренними поднятиями в виде локальных сопочных массивов. Преобладающие типы ландшафта — луговые равнины и лесостепи, которые вверх по склонам переходят в горную тайгу.